# 岩生植物

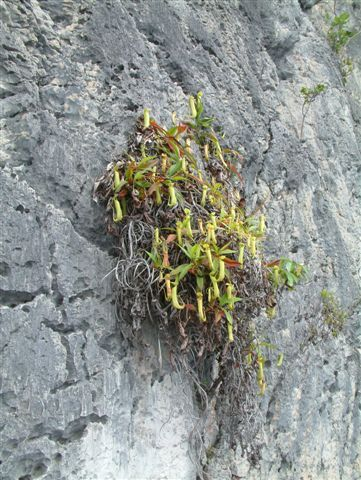

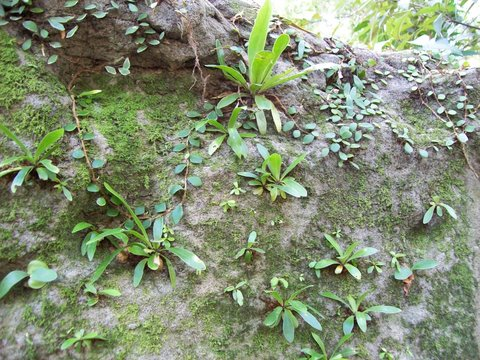

岩生植物(Lithophyte)は、岩の中または上で生育する植物である。岩生植物は、雨水や、自身の死んだ組織を含む近隣の腐った植物から栄養を摂取する。
岩生植物の例は、パフィオペディルム属のランやシダ、多くの藻類やコケである。
岩石表層にはりついて生育する植物は広義の着生植物に当たる。岩生と樹木への着生両方で生育する種も少なくない。
岩隙植物(Chasmophyte)は、土壌や有機物が蓄積した岩の裂け目で育つ。中には根から分泌する酸で岩石を溶かして能動的に穿孔するものがバルバセニア属の一部種に知られている。これらは岩石を単なる基質とするのみならず、溶解成分から土壌同様に栄養を得ている。
岩生植物や岩隙植物は滅多に栄養を得られないことから、多くの食虫植物は岩上での生活に前適応してきたと考えることができる。獲物を消化することで、これらの植物は食虫植物ではない岩生植物よりも多くの栄養を得ることができる。例としては、ネペンテス・カンパニュラタやヘテロドクサ・イグザペンディキュラタ、ムシトリスミレ属の多くの種やタヌキモ属のいくつかの種である。